# 科特夫灣

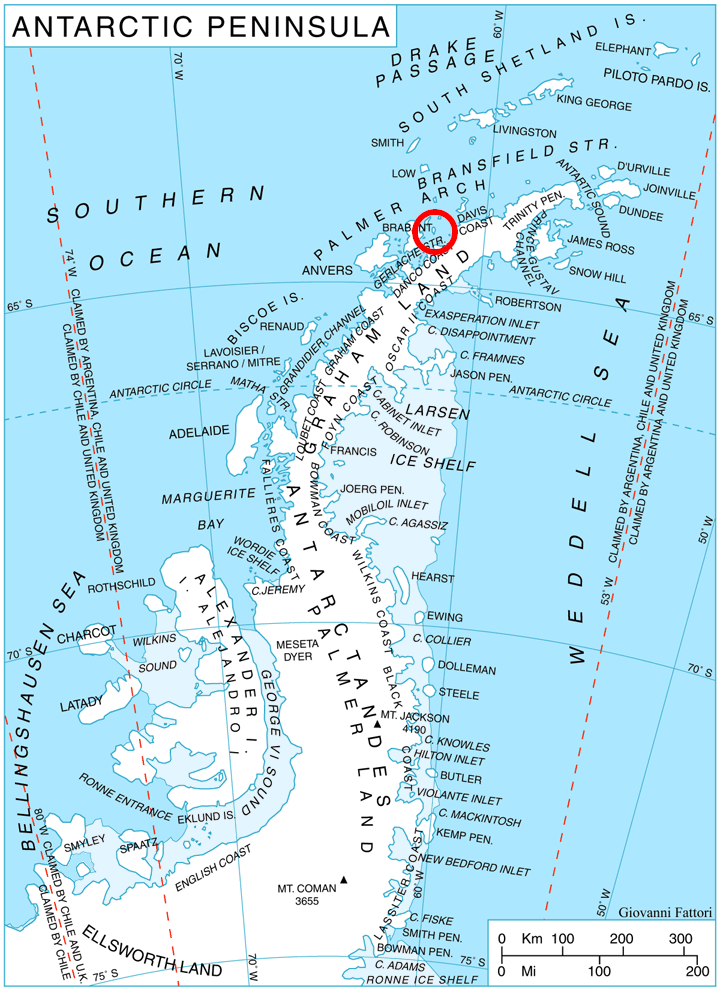

科特夫灣（英語：Kotev Cove），是南極洲的海灣，位於帕默群島的圖哈默克島東北岸，長1.8公里、寬1.8公里，入口處在布特羅因齊角西北面，現時由南極條約體系管理。